# Impatiens tujuhensis
Impatiens tujuhensis är en balsaminväxtart som beskrevs av X. Utami och T. Shimizu. Impatiens tujuhensis ingår i släktet balsaminer, och familjen balsaminväxter. Inga underarter finns listade i Catalogue of Life.